# Hyopsodus

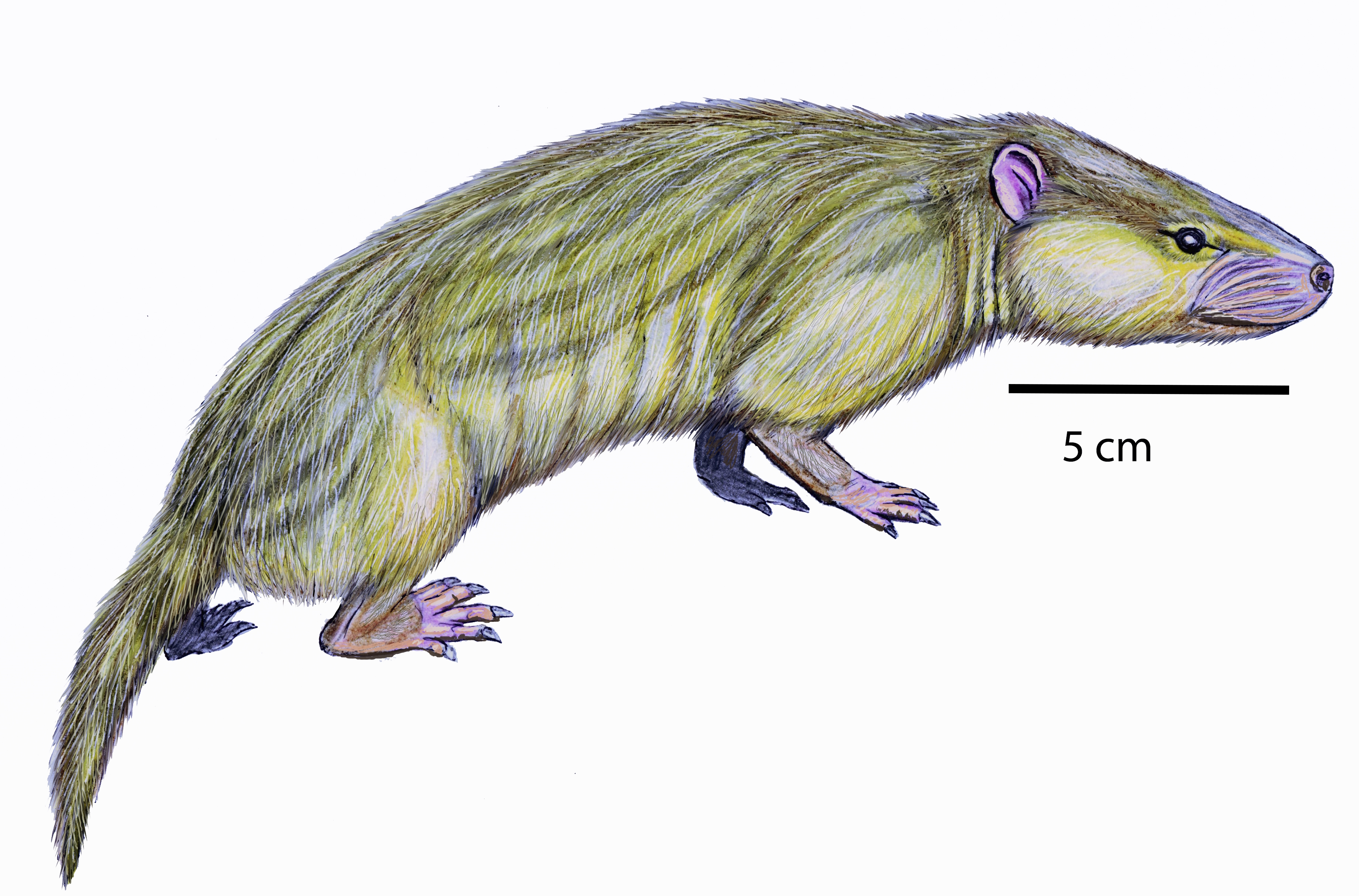
Recreación

Hyopsodus es un género extinto de mamíferos condilartros de la familia Hyopsodontidae que vivió durante el Eoceno entre hace 55,8 y 45 millones de años. Los fósiles de este género has sido encontrados en Norteamérica, especialmente en Bighorn, Wyoming, Estados Unidos. Son frecuentemente apodados "oveja tubo", debido a su extraña forma de comadreja.[cita requerida] Se cree que eran animales rápidos y ágiles, y que vivirían en madrigueras, y quizás eran incluso capaces de usar ecolocalización.

## Historia
El género Hyopsodus fue descripto por primera vez por Joseph Leidy en 1870 como un "paquidermo de pequeño tamaño". Más tarde lo consideró un perisodáctilo verdadero. Othniel Charles Marsh en 1875 lo consideró un primate, más tarde en 1903 lo cambiaría a Isectivora. Edward Drinker Cope en 1975 consideró que la dentición de Hyopsodus era la de un perisodáctilo pero lo clasificó como incertae sedis. En 1975, lo reclasificó como un Mesodonta (Bunotheria), considerándolo como intermedio entre Creodonta y Prosimiae.
Maria Pavlova fue la primera persona en destacar las afinidades de Hyopsodus con los condilartros. En 1887, escribió sobre la afinidad de H. paulus con el género Protogonia (hoy Tetraclaenodon), que consideró como el mismo género, perteneciente a Phenacodontidae. En 1915, William Diller Matthew también lo reconoció como un condilartra.